# Uahuka affinis
Uahuka affinis är en spindelart som beskrevs av Lucien Berland 1935. Uahuka affinis ingår i släktet Uahuka och familjen täckvävarspindlar. Inga underarter finns listade i Catalogue of Life.